# Ferenc Szabadváry

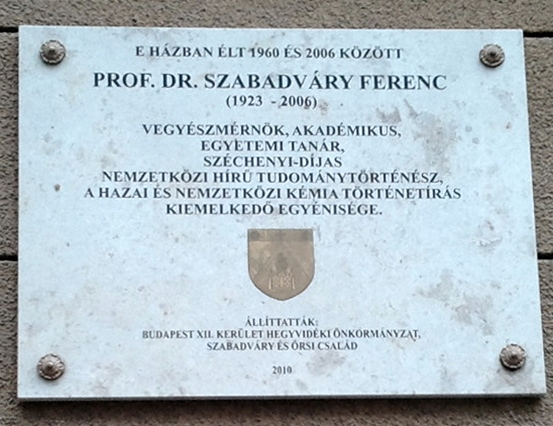
Erinnerungsplakette an Szabadvary

Ferenc Szabadváry (* 1. September 1923 in  Kőszeg; † 21. Mai 2006) war ein ungarischer Chemiker und Chemiehistoriker.
Szabadváry erwarb 1944 seinen Abschluss als Chemieingenieur an der Technischen Hochschule in Budapest. In den letzten Kriegsjahren war er nach Dresden evakuiert, wo er den massiven Bombenangriff vom Februar 1945 erlebte. 1949 wurde er Dozent an der Technischen Universität in Budapest, an der er 1965 promoviert wurde und Assistenzprofessor wurde. 1970 habilitierte er sich und wurde Professor für Chemie. 1971 wurde er zusätzlich Direktor des neu gegründeten ungarischen Nationalmuseums für Wissenschaft und Technik. 1987 wurde er Vorstand der Abteilung allgemeine und analytische Chemie der TU Budapest. 1995 wurde er emeritiert.
Er befasste sich mit analytischer Chemie (besonders zu seltenen Erden) und Chemiegeschichte, zunächst mit Geschichte der Chemie in Ungarn und Geschichte der analytischen Chemie. Von ihm stammen über 200 Aufsätze zur Chemiegeschichte und ein Buch über Geschichte der analytischen Chemie und über Antoine-Laurent Lavoisier.
Er war Autor einer Serie über große Momente der Geschichte der Chemie im ungarischen Radio und Fernsehen, die auch teilweise in der Zeitschrift Chemistry der American Chemical Society (ACS) in Übersetzung veröffentlicht wurde.
1970 erhielt er den Dexter Award.

## Schriften
- Geschichte der analytischen Chemie, Vieweg 1985.
- Antoine-Laurent Lavoisier. Der Forscher und seine Zeit 1743–1794, Stuttgart: Wissenschaftliche Verlagsgesellschaft 1973.
- Antoine-Laurent Lavoisier, Biographien hervorragender Naturwissenschaftler, Techniker und Mediziner 84, Leipzig: Teubner 1987.
- Development of the pH concept, Journal of Chemical Education, Band 41, 1965, S. 105–107.
- Indicators: a historical perspective, Journal of Chemical Education, Band 41, 1965, S. 285–287.